# Subsidenz (Meteorologie)
Subsidenz ist in der Meteorologie das großräumige Absinken von Luftmassen innerhalb eines Hochdruckgebietes. Die sinkende Luft wird adiabatisch erwärmt, die relative Luftfeuchtigkeit nimmt dadurch ab und es kommt zur Auflösung von Wolken.

## Weblink
- Subdsidenz bei books.google.de, abgerufen am 21. April 2013